# ひろしまジン大学
ひろしまジン大学（ひろしまジンだいがく、英語: hiroshima-jin university network）は、日本の特定非営利活動法人（NPO法人）。広島を拠点とした生涯学習を推進している。2010年5月に設立された。略称はジン大（じんだい）。

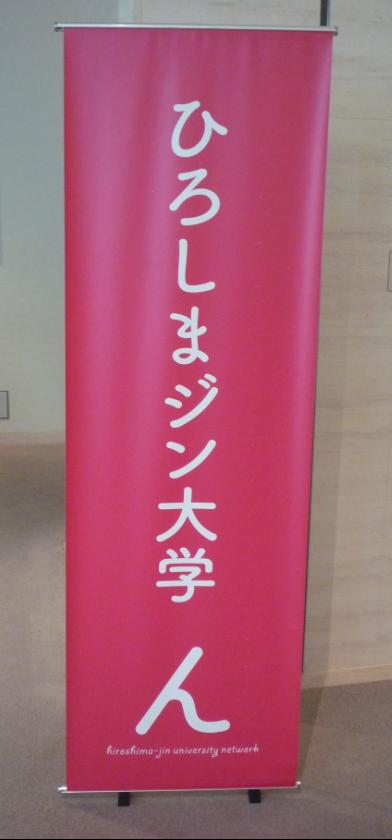
授業などで使われるバナー

NPO法人「シブヤ大学」のノウハウを移転して開校した5校目の姉妹校。

## 概要
学長（代表）は平尾順平。「大学」を名乗っているが、学校教育法の謳う学校法人、大学ではない。
通常の大学とは異なり、先生や生徒となるのは一般の街の人々であり、キャンパスは広島の街全体としている。運営スタッフによって探し出されてきた先生によって、毎月様々なジャンルの授業が行われている。
授業に参加するためには、生徒登録をした上で、参加したい授業へ申し込む必要がある。授業料は、無料もしくは実費となっている。
2011年9月13日現在、登録生徒数は約1000人となっている。

### 授業例
- Imagineひろしま ～みんなで話そう!広島のこと～
- ここなんじゃったかいね?～本通り編～
- マイ・ベスト・浴衣を探せ!
- ミュージックビジネス ～レコード販売から見る経営学～
- 「広探ゲーム」ってなんだ?～リアルスゴロクで広島を探検～

### ゼミナール
複数回・複数月にわたって同じテーマで参加する授業をゼミナールとしている。
- 西条酒蔵ゼミナール
- 大朝田んぼゼミナール

### ロゴ
「広島の“h”と、ひろしまジンの“人”を元に、広島に縁ある人と人がつながり、支えあって、一歩未来に踏みだしていくイメージ」としてデザインされた。
ひらがなの「ん」に間違われることが多い。

## green ground market
作り手と使い手がつながるマーケットを春と秋に開催している。

## 運営スタッフ
- 平尾順平（学長）
- キムラミチタ（授業企画）

## 連載
- ひろしまジン大学サロン（TJ Hiroshima、2012年 - 2020年1月号（第112回）[3]）

## 姉妹校
2011年8月現在、全国に8校の姉妹校を持つ。最初に開校したのはシブヤ大学であり、ひろしまジン大学は5番目の開校となっている。
- シブヤ大学（2006年9月開校）
- 京都カラスマ大学（2008年10月開校）
- 大ナゴヤ大学（2009年9月開校）
- 札幌オオドオリ大学（2010年2月開校）
- 福岡テンジン大学（2010年9月開校）
- 東京にしがわ大学（2010年10月開校）
- 琉球ニライ大学（2010年11月開校）
- サクラ島大学（2011年7月開校）